# Prozac Nation – Mein Leben mit der Psychopille
Prozac Nation – Mein Leben mit der Psychopille (auch: Prozac Nation – Sex, Pillen und Lou Reed oder Prozac Nation) ist ein US-amerikanischer Film aus dem Jahr 2001 nach der 1994 erschienenen Autobiografie Verdammte schöne Welt. Mein Leben mit der Psychopille der Musikjournalistin Elizabeth Wurtzel. Die Hauptrolle spielt Christina Ricci. Der Kinostart des Films verzögerte sich; schließlich wurde er im März 2005 im US-Fernsehen gezeigt.

## Handlung
Elizabeth, genannt Lizzy, eine junge Frau aus eher ärmlichen Verhältnissen, beginnt ein Journalistik-Studium an der Harvard-Universität. Sie hatte schon sehr früh in ihrer Jugend begonnen, Gedichte und Geschichten zu schreiben. Ihre Mutter setzt sich sehr dafür ein, dass sie es einmal besser haben soll als sie selbst, und ist sehr stolz darauf, dass diese ein Harvard-Stipendium bekommen hat. Gleichzeitig macht sie sich große Sorgen um ihre Tochter, da diese sich häufig als Sonderling gefühlt hat und von anderen zurückgezogen lebte. Die Mutter hofft, dass Lizzy nun in Harvard mehr soziale Kontakte findet. Mit dem Vater hat sie seit vier Jahren keinen Kontakt mehr, nachdem dieser die Familie für eine andere Frau verlassen hat.
In Harvard kommt Lizzy, die bereits Cannabis konsumiert, auch mit anderen Drogen in Kontakt. Im ersten Semester bekommt sie für einen Artikel über Lou Reed, dessen Konzert sie besucht, eine Auszeichnung des renommierten Rolling-Stone-Magazins. Sie versucht diesen Erfolg aufrechtzuerhalten, was sie stark unter Druck setzt. Sie schläft nicht mehr und nimmt fast wahllos Drogen, um sich sowohl aufzuputschen als auch um sich zu beruhigen. Jedoch löst sich ihre Schreibblockade nicht und sie beginnt mehr und mehr unter Realitätsverlust zu leiden. Ihre Freunde machen sich deshalb Sorgen um ihre Verfassung und bei einem kurzen Klinikaufenthalt lernt sie die Psychiaterin Dr. Sterling kennen. Zu dieser geht sie auch später, um sich – vor allem durch eine Gesprächstherapie – zu stabilisieren. Ihr Vater versucht derweil wieder, mit ihr in Kontakt zu kommen, diesem Vorhaben steht Lizzy ambivalent gegenüber, da sie sich ihre Beziehungsängste dadurch erklärt, dass ihr Vater sie verlassen hat. Wie Lizzy später herausfindet, übernimmt der Vater nicht, wie versprochen, die Kosten für ihre Therapie. Deswegen hat Lizzy starke Schuldgefühle ihrer Mutter gegenüber, da diese sowohl Lizzies Studium als auch die Therapie bezahlt, was dazu führt, dass sie ihre Wohnung aufgeben muss und in eine ärmliche Gegend ziehen muss.
Zwischendurch zeigt sich, dass Lizzy sich im Kontakt mit ihrer Mutter und auch mit ihrer besten Freundin Ruby häufig emotional sehr instabil verhält. Dabei wechselt sie häufig zwischen Beschimpfungen, Beleidigungen, Überheblichkeiten, Verletzungen einerseits und Grenzüberschreitungen, genauso intensiven Entschuldigungen und starkem Bedauern andererseits. Deutlich wird auch, wie stark dies von ihren Selbstzweifeln ausgelöst wird, jedoch auch, wie schwierig es für ihre Umgebung ist, dies auszuhalten.
Schließlich lernt sie einen jungen Mann kennen, auf den sie sich mehr einlässt und der sich auch durch ihre impulsiven Ausbrüche nicht abschrecken lässt. Sie möchte, dass er zu Weihnachten mit zu ihrer Mutter kommt, was dieser jedoch mit dem Verweis auf seine Mutter, der es nicht gut gehen würde, ablehnt. Sie fühlt sich einsam bei ihrer Mutter und reist überstürzt nach Texas, wo sie vom Flughafen ihren Freund anruft. Dieser erklärt ihr, dass es an seiner behinderten Schwester läge, dass er deshalb nicht wollte, dass sie mit zu ihm komme. Die Schwester bekommt in der Anwesenheit von Lizzy einen Anfall, woraufhin er sich um seine Schwester kümmert. Verunsichert davon, beschuldigt Lizzy ihren Freund, dass er „darauf stehe“ zu helfen. Dies findet er „krank“; er zeigt sich überfordert und trennt sich schließlich am Flughafen von ihr.
Gegen Ende des Films überzeugt die Psychiaterin Lizzy davon, ein Medikament einzunehmen, was ihre Stimmungsschwankungen und impulsiven Durchbrüche mildert. Jedoch erlebt sich Lizzy dabei als „nicht sie selbst“, was sie wiederum in Zweifel stürzt. Die Psychiaterin empfiehlt ihr die Einnahme des Medikaments weiterhin, sagt aber auch, dass es ihre Entscheidung sei, woraufhin Lizzy aus der Sitzung stürmt und sich im Bad nebenan die Pulsadern aufschneiden will, was sie jedoch nach dem Erscheinen der Psychiaterin und deren kleiner Tochter unterlässt.
Am Ende des Films wird nach einem Apothekenbesuch die nachdenkliche Sicht der Protagonistin auf die Apotheke als „Crack House“ und der Psychiaterin als „Dealer“ aus dem Off eingesprochen und im Abspann die Anzahl der Verschreibungen von Antidepressiva in den USA, u. a. Prozac, aufgezählt.

## Kritiken
„Mäßige Verfilmung eines nicht unumstrittenen Bestsellers, die sich mit Krankheit, Drogen, Sexproblemen und einem angespannten Tochter-Mutter-Verhältnis auseinandersetzt. Die Gemütslage der Protagonisten wird ungeschickt durch aus dem Off eingesprochene Gedankengänge erklärt.“

„Unschlüssiges Genre-Hopping: von frech bis spröde, final mahnend. Fazit: Macht trotz Prozac nicht wirklich froh“

## Verleih
Der Film hatte seine Weltpremiere auf dem Toronto International Film Festival am 8. September 2001. Miramax Films erwarb die Rechte, scheiterte jedoch daran, dem Film eine nennenswerte Verbreitung in den Kinos zu verschaffen. In den USA gelangte er nie in den landesweiten Verleih, in Skjoldbjærgs Heimatland Norwegen kam er im August 2003 heraus.

## Soundtrack
Die folgende Liste zeigt die Songs, die im Film gespielt wurden, nach Auflistung vom Abspann.
1. The Promise – Bruce Springsteen
2. Mystery Achievement – The Pretenders
3. I Will Dare – The Replacements
4. Perfect Day – Lou Reed
5. Sweet Jane – Lou Reed
6. Keep the Promise – The Pontiac Brothers
7. Ivory Tower – The Long Ryders
8. Who Is Who – The Adolescents
9. The Real West – Thin White Rope
10. Das Testament des Dr. Mabuse – Propaganda